# Writers with Drinks
Writers with Drinks (abgekürzt WWD) ist eine Bühnenshow mit einer bunten Mischung aus Autorenlesung, Comedy und Varieté, die erstmals 2001 und seit 2002 monatlich, anfangs an wechselnden Orten und seit 2004 in dem Nachtclub The Make Out Room in San Francisco stattfindet.
Veranstalter, Mistress of Ceremonies und Conférencieuse ist die Schriftstellerin Charlie Jane Anders. Unter anderem wegen Anders’ schrägen, öfters ins Surreale abgleitenden Vorstellungen ihrer Gäste hat die Show in der San Francisco Bay Area Kultstatus und wurde demgemäß von 2005 bis 2008 viermal mit dem Best of the Bay Award des San Francisco Bay Guardian und 2009 mit dem Emperor Norton Award für „außerordentliche, von armseliger Vernunft nicht behinderte Erfindungsgabe und Kreativität“ ausgezeichnet.
Das in der Regel halbe Dutzend Gäste sind Schriftsteller, Dichter, Wortkünstler, Publizisten, Journalisten und Blogger aus verschiedenen Genres, namentlich Belletristik, Lyrik, Stand-up-Comedy, Erotika und Pornografie, Science-Fiction und Fantasy, Memoiren, Biografie, Essay und Sachliteratur.
Mit dem Veranstaltungsgewinn wurde bis 2008 das von Charlie Jane Anders zusammen mit ihrer Partnerin Annalee Newitz herausgegebene Magazin Other finanziert, seither kommt er Carol Queens Projekt Center for Sex & Culture zugute.
2016 gab es auch WWD-Shows in New York City und Chicago.
Gäste bei Writers with Drinks waren unter anderen:
2018
Kate Elliott, Joanna Angel, Jane Smiley, Anita Sarkeesian
2017
Sean Carroll, Sarah Schulman, Hari Kunzru, Stephen Elliott, Becky Chambers, David D. Levine
2016
Anthony Marra, Lisa Goldstein, Pagan Kennedy, Helene Wecker, Adam Savage, Naomi Novik, Colson Whitehead, Luis Alberto Urrea, Audrey Niffenegger, Guy Gavriel Kay, Tsering Wangmo Dhompa, Charles Stross, Daryl Gregory
2015
S. Bear Bergman, Ruth Ozeki, Ken Liu, Annie Sprinkle, Joanne Harris, Michelle Tea, Nina Hartley, Sabaa Tahir, Adam Johnson, Sarah Jeong, Andrew Sean Greer
2014
Richard Kadrey, Jeff VanderMeer, Ayelet Waldman, Nicola Griffith, Ken Liu, Jordan Ellenberg, J. Bradford DeLong, Carol Queen, Madison Young, Robin Sloan, Edan Lepucki, Jonathan Lethem, Molly Antopol, Andy Weir
2013
Ramez Naam, Dan Wells, Hannu Rajaniemi, Tad Williams, Kim Stanley Robinson, Austin Grossman, Gene Luen Yang, Lauren Kate, Adam Mansbach
2012
Amber Benson, Rachel Kramer Bussel, Barry Gifford, Greg Rucka, Raj Patel, Jane McGonigal, Nick Bilton, Amy Tan, Nalo Hopkinson, Emanuel Xavier
2011
Jane Wiedlin, Ethan Watters, Ernest Callenbach, Rick Moody, Maxine Hong Kingston, Adam Haslett, Catherynne M. Valente, Ted Chiang, Rebecca Solnit
2010
Vikram Chandra, Cherie Priest, James Rollins, Andrew Porter, Mary Gaitskill, Michael Shea, Karen Tei Yamashita, Tobias Wolff, Brandon Sanderson, Marcia Clark, Ken Scholes, Richard Kadrey, Mir Tamim Ansary
2009
Lorelei Lee, Laurie R. King, Sean Stewart, Luis Alberto Urrea, Rudy Rucker, Dorothy Allison, Adam Savage, Mary Miller, John Shirley, Doug Dorst, Mary Robinette Kowal, Kat Richardson, S. Bear Bergman
2008
Aimee Bender, Adam Mansbach, Armistead Maupin, Ishmael Reed, Marta Randall, Austin Grossman, Stephen Elliott, Michelle Tea, Nalo Hopkinson, Cat Rambo
2007
Michelle Tea, Kim Stanley Robinson, Andrew Sean Greer, Michael Blumlein, Pagan Kennedy, Jami Attenberg, Stephanie Paul, Geoffrey Pullum, Austin Grossman, Kage Baker
2006
Shannon Cummings, Susie Bright, Danny O’Brien, Alan Kaufman, Ali Wong, Daniel Handler, Chris Kraus, Ayelet Waldman, John Lescroart, Rabih Alameddine, Tamim Ansary, Carol Queen, Gerard Jones, Stephen Elliott
2005
Mary Roach, Michael Blumlein, Andrew Sean Greer, Violet Blue, Tad Williams, Diane DiPrima, Judy Grahn, Susie Bright, Jewelle Gomez, Devin Grayson, Peter S. Beagle
2004
Julia Serano, Michelle Tea, Trina Robbins, John Shirley, Carol Queen, Tamim Ansary, Jack Fritscher, Lawrence Lessig, Vendela Vida, Kim Stanley Robinson
2003
Jeffrey Carver, Ellen Kushner
2002
John Shirley, Michelle Tea, Rudy Rucker, Carol Queen, Richard Kadrey, Cory Doctorow, Gerard Jones, Cara Black, Tristan Taormino, Pagan Kennedy